# Melica porteri
Melica porteri är en gräsart som beskrevs av Frank Lamson Scribner. Melica porteri ingår i släktet slokar, och familjen gräs. Inga underarter finns listade i Catalogue of Life.